# 재현 (통계학)
공학, 과학 및 통계학에서 재현은 현상과 관련된 변동성을 추정할 수 있도록 실험 조건을 반복하는 것이다. ASTM 은 표준 E1847에서 복제를 "실험에서 비교할 모든 치료 조합 세트의 반복"으로 정의한다.
재현은 동일한 항목의 반복 측정과 동일하지 않다. 통계적 실험 설계 및 데이터 분석에서 다르게 처리된다.
적절한 표집을 위해 제품의 공정 또는 배치가 합리적인 통계 관리 상태 에 있어야 한다. 고유한 무작위 변동이 있지만 할당 가능한(특별한) 원인으로 인한 변동은 없다. 단일 품목에 대한 평가 또는 테스트는 품목 간 변동을 허용하지 않으며 배치 또는 프로세스를 나타내지 않을 수 있다. 항목 및 처리 간의 이러한 변동을 설명하려면 재현이 필요하다.

## 같이 보기
- 자유도 (통계학)
- 실험계획법